# Pycnochromis dimidiatus
Pycnochromis dimidiatus là một loài cá biển thuộc chi Pycnochromis trong họ Cá thia. Loài này được mô tả lần đầu tiên vào năm 1871.

## Từ nguyên
Tính từ định danh dimidiatus trong tiếng Latinh có nghĩa là "chia đôi", hàm ý đề cập đến hai màu nâu-trắng trên cơ thể loài cá này.

## Phân loại học
P. dimidiatus ban đầu được xếp vào chi Chromis, nhưng theo kết quả phân tích về mặt hình thái học vào năm 2021 thì loài này đã được chuyển sang chi Pycnochromis.

## Phạm vi phân bố và môi trường sống
P. dimidiatus trước đây được cho là có phạm vi phân bố rộng khắp Ấn Độ Dương, nhưng thực sự loài này chỉ giới hạn ở Biển Đỏ, quần thể còn lại được xác định là một loài hợp lệ, Pycnochromis fieldi.
P. dimidiatus sống trên các rạn san hô viền bờ và trong đầm phá ở độ sâu đến ít nhất là 36 m.

## Mô tả
P. dimidiatus có chiều dài cơ thể lớn nhất được ghi nhận là 9 cm. Cơ thể có hai màu rõ rệt: trắng ở nửa thân sau và nâu sẫm ở nửa thân trước. So với P. fieldi, đường phân chia hai màu của P. dimidiatus có gần như thẳng hoàn toàn chứ không uốn cong hình vòng cung. Ngoài ra, cả hai loài cũng có sự chênh lệch giữa số tia vây ngực và vảy đường bên, cũng như sự khác biệt về trình tự sắc tố tế bào b ở DNA ty thể.
Pycnochromis iomelas, một loài có kiểu hình tương tự cả hai loài kể trên nhưng được phân bố ở Nam Thái Bình Dương. Ngoài sự khác biệt về trình tự kiểu gen, đường phân chia màu của P. iomelas nằm ngay trước vây hậu môn nên hai vùng màu nâu và trắng gần như bằng nhau, còn vùng nâu ở P. dimidiatus chiếm phần lớn hơn vùng trắng.
Số gai ở vây lưng: 12; Số tia vây ở vây lưng: 11–13; Số gai ở vây hậu môn: 2; Số tia vây ở vây hậu môn: 11–14; Số tia vây ở vây ngực: 16–18; Số gai ở vây bụng: 1; Số tia vây ở vây bụng: 5; Số vảy đường bên: 14–16.

## Sinh thái học
Thức ăn của P. dimidiatus là những loài động vật phù du. Chúng sống đơn độc hoặc hợp thành đàn lớn trên đỉnh rạn san hô. Cá đực có tập tính bảo vệ và chăm sóc trứng; trứng có độ dính và bám vào nền tổ.